# Mark Assad
Pour les articles homonymes, voir Assad.
 (novembre 2024).
Mark Joseph Assad, né le 14 juin 1940 à Buckingham, est un homme politique québécois. Il est député libéral à l'Assemblée nationale de 1970 à 1976 et de 1981 à 1988 dans la circonscription de Papineau.

## Biographie
Assad est né à Buckingham dans la région de l'Outaouais. Il est titulaire d'une maîtrise en histoire de l'Université d'Ottawa (1967) et d'une maîtrise en administration publique de l'ENAP (1979).
Après quelques années d'implication au Parti libéral, il se présente pour la première fois aux élections de 1970. Il sera réélu trois ans plus tard, mais ne se représentera pas aux élections de 1976. Il fera un retour en politique québécoise aux 1981 et siègera à l'Assemblée nationale jusqu'à sa démission en 1988.
Il décide alors de se présenter pour le compte du Parti libéral du Canada à l'élection fédérale de 1988. Il remportera la circonscription de Gatineau—La Lièvre et siègera à la Chambre des communes du Canada jusqu'en 2004 (en 1996 la circonscription changea de nom pour celle de Gatineau).